# 金屬羰基配合物

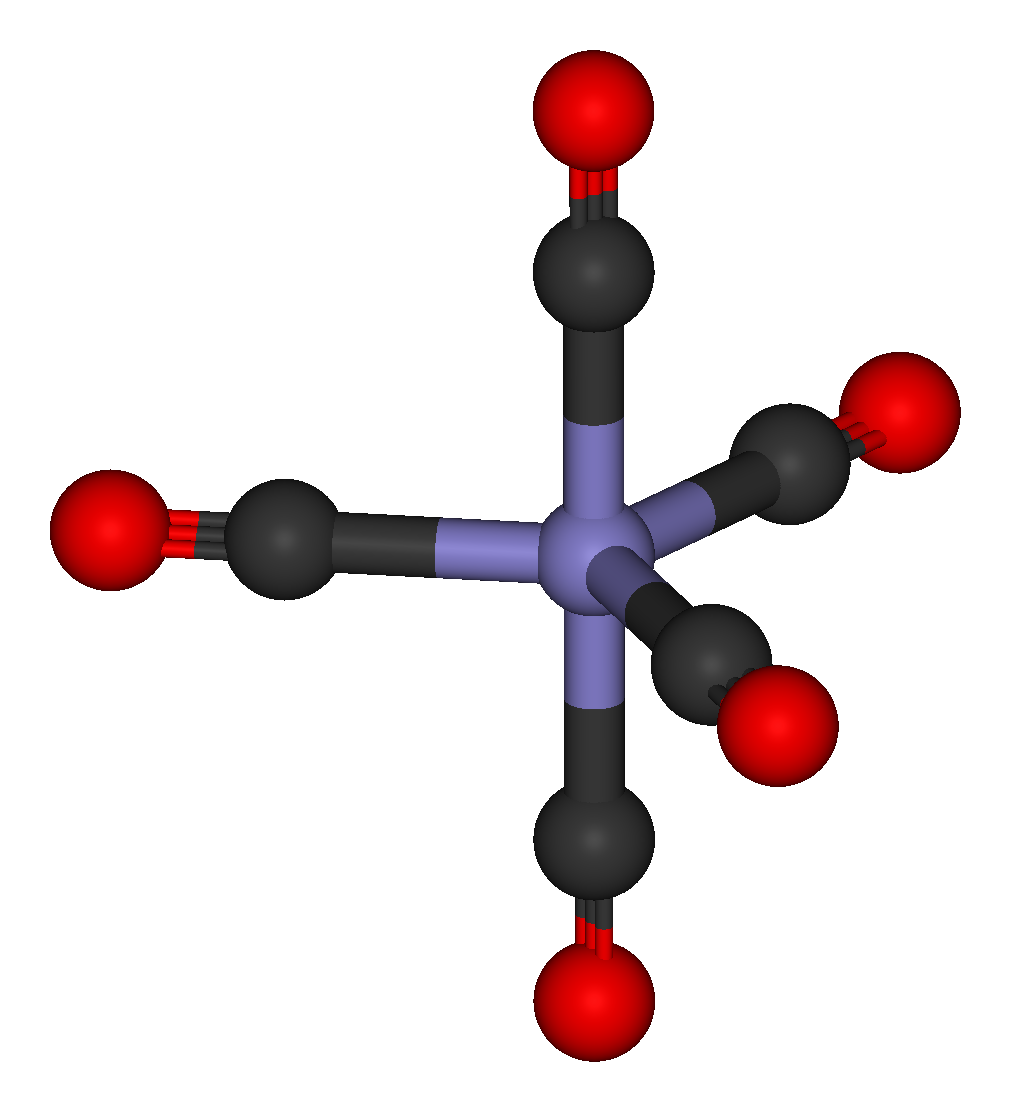
五羰基鐵
其中含有一個鐵原子和五個羰基配基

金屬羰基配合物是過渡金屬和一氧化碳配基（即羰基，羰的拼音為tāng）形成的配合物。配合物可以是均配物，也就是所有的配基都相同（都是一氧化碳），如四羰基鎳（Ni(CO)4），不過大部份的金屬羰基配合物中，會出現其他的配基，如Re(CO)3(bipy)Cl。在許多有機化合物的合成反應中（如氫甲醯化反應），一氧化碳是重要的原料之一，而金屬羰基配合物常常作為這些反應中的催化劑。
金屬羰基配合物為有毒的化合物，因為這類配合物會像一氧化碳一样和血红蛋白发生反應形成碳氧血红蛋白，使血红蛋白無法輸送氧氣。

## 結構及性質

一氧化碳的HOMO是σ分子軌域

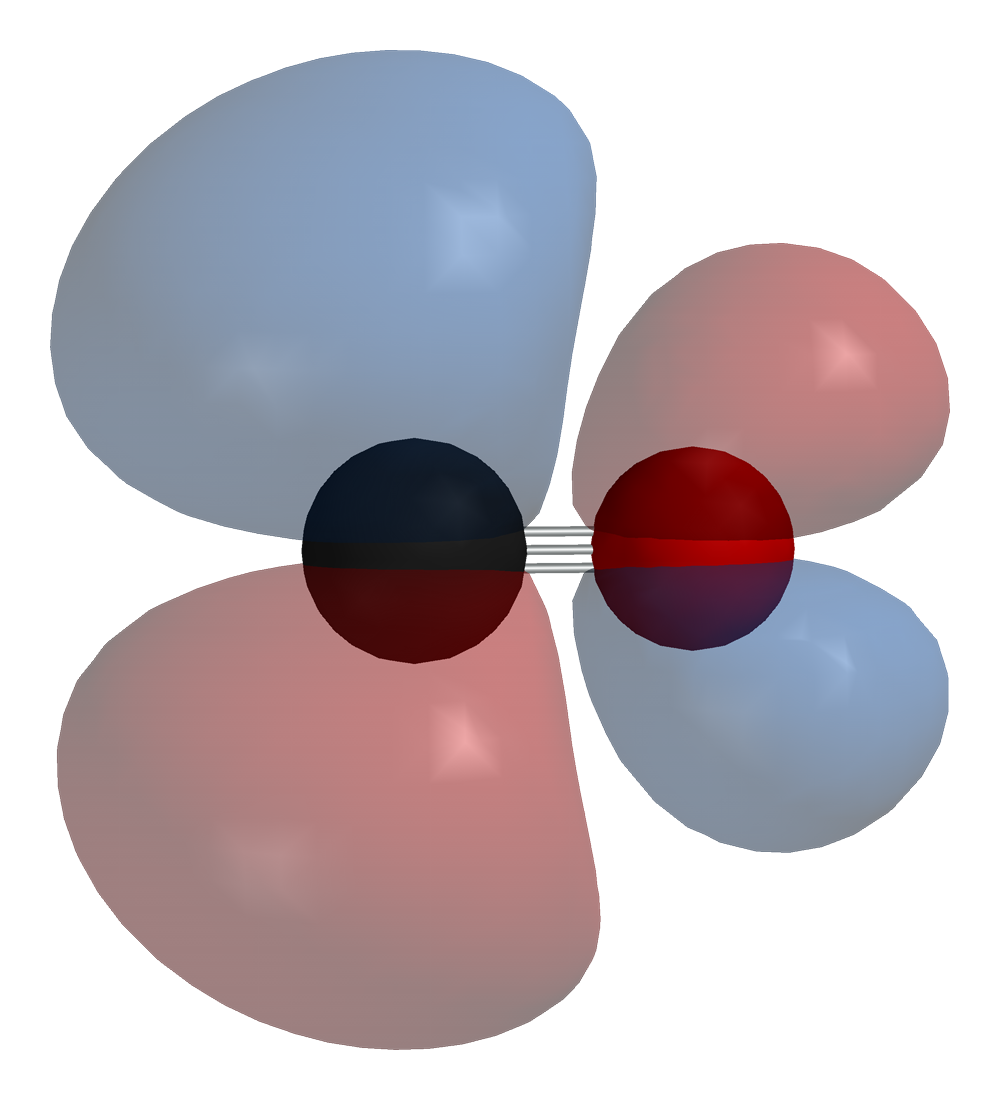
一氧化碳的LUMO是π*反鍵分子軌域

金屬羰基配合物大都難溶於水。例如四羰基鎳對水的溶解度只有0.018 g/100 mL（10°C時），不過可溶於大部份的有機溶劑中，也可溶於王水及硝酸。
羰基和金屬的鍵結是反饋π鍵及σ鍵的協同成鍵。碳原子未鍵結的電子對和金屬spd的混成軌域形成σ鍵，而金屬已填滿的d軌域和CO配體中的π*反鍵分子軌域形成二個π鍵。不過π鍵的形成條件是金屬原子要有d軌域電子，而且金屬需要有較低的氧化態(<+2)。金屬和CO之間的π鍵鍵結會減弱碳和氧的鍵結，使其較一氧化碳中碳和氧的鍵結要弱。
在羰基金屬配合物中，金屬和碳原子的距離較短，一般小於1.8 Â，比一般金屬和烷基碳之間的距離要少0.2 Â 。

### 簇合物中的鍵結模式
在羰基簇合物化學中，羰基配體有許多不同的鍵結模式 。大部份常見的羰基配體都是端接配體，但羰基也常連接2個或3個金屬原子，形成μ2或μ3的橋接配體)。有時羰基中的碳和氧原子都會參與鍵結，例如μ3-η2就是一個哈普托數為2，連接3個金屬原子的橋接配體。
金属中心原子形成反馈π键使M-C键能增强，同时活化了C-O键。

## 特徵
在進行金屬羰基配合物的分析時，常會使用紅外吸收光譜法。在一氧化碳氣體，C-O鍵的振動（一般以νCO表示）出現在光譜中2143 cm-1的位置。νCO的位置和金屬和碳之間鍵結強度呈現負相關的關係。
| 化合物    | νCO (cm-1) |
| --------- | ---------- |
| CO        | 2143       |
| Ti(CO)6-2 | 1748       |
| V(CO)6-1  | 1859       |
| Cr(CO)6   | 2000       |
| Mn(CO)6+  | 2100       |
| Fe(CO)62+ | 2204       |
| Fe(CO)5   | 2022, 2000 |

除了振動的頻率外，頻譜中νCO的個數也可用來分析配合物的結構，八面體結構旳配合物（如 Cr(CO)6），其頻譜只有一個νCO。對稱性較弱的配合物, 其頻譜也會比較複雜，如Fe2(CO)9的光譜中，CO鍵的振動頻率就出現在2082, 2019, 1829 cm-1。
在簇合物中也可以用νCO看出CO配基的配位方式。橋接（μ2）的羰基配體其νCO會比一般端接的羰基配體低100-200 cm-1。μ3的羰基配體其νCO會更低。以下是典型銠簇合物的νCO：
| 羰基配合物 | νCO, µ1 (cm-1)   | νCO, µ2 (cm-1) | νCO, µ3 (cm-1) |
| ---------- | ---------------- | -------------- | -------------- |
| Rh2(CO)8   | 2060, 2084       | 1846, 1862     |                |
| Rh4(CO)12  | 2044, 2070, 2074 | 1886           |                |
| Rh6(CO)16  | 2045, 2075       |                | 1819           |

## 製備
四羰基鎳及五羰基鐵可以用將金屬直接和一氧化碳反應的方式製備，不過大部份的金屬羰基配合物無法直接和類似的方式製備。其他羰基均配物會利用「還原羰化」的方式製備，也就是將金屬鹽或氧化物在高壓反應器中和一氧化碳反應：
Re2O7  +  17 CO  →  Re2(CO)10  +  7 CO2
若已製備羰基均配物，則可用均配物再進行取代反應或氧化還原反應，製備其他的配合物。
在製備許多鋨、铑、釕、銥的混合配体羰基配合物時，會使用二甲基甲醯胺(DMF)或乙二醇單甲醚的溶劑，製備時可以從溶劑中提取羰基，形成配合物。例如沃什卡配合物IrCl(CO)(PPh3)2的製備就是將三氯化銥及三苯基膦在沸騰的DMF溶液中反應而成。

## 自然界的金屬羰基配合物
氫化酵素中含有一個有羰基配位的鐵原子，羰基使鐵原子穩定在低氧化態，以便和氫鍵結。在垃圾填埋地中曾檢測到痕量的金屬羰基配合物，其還原性的環境有助於配合物的合成。

## 化合物
大部份的金屬羰基配合物都含有不是羰基的配體。例如著名的沃什卡配合物IrCl(CO)(P(C6H5)3)2及抗震劑三羰甲基環戊二烯錳 (CH3C5H4)Mn(CO)3，但他們的母体化合物結構仍是[M(CO)n]z。許多金屬羰基配合物的化學式依照18電子規則，不過也有例外。

### 電中性的二元配合物
- 碱土金属钙、锶和钡 都可以形成通式为M(CO)8（M = Ca, Sr, Ba）的八羰基配合物。这些化合物通过振动光谱在低温基质中进行了表征，并通过质谱法在气相中进行了表征。[6]
- 4族元素有4個價電子，很少形成二元羰基配合物，不過有由Ti(CO)7取代而形成的衍生物。
- 5族元素有5個價電子，因為位阻效應無法形成類似V2(CO)12有金屬及金屬鍵結的羰基配合物，5族元素的羰基配合物有六羰基釩V(CO)6，其價電子只有17個。
- 6族元素有6個價電子，其羰基配合物包括六羰基鉻Cr(CO)6、六羰基鉬Mo(CO)6及六羰基鎢W(CO)6，其價電子有6+6x2=18個。
- 7族元素有7個價電子，其羰基配合物為二聚體，包括十羰基二錳Mn2(CO)10、Tc2(CO)10及Re2(CO)10，其價電子有7+1+5x2=18個。
- 8族元素有8個價電子，可形成如五羰基鐵Fe(CO)5、Ru(CO)5及Os(CO)5的羰基配合物，其價電子有8+5x2=18個。不過後二個不穩定，容易釋放羰基形成十二羰基三钌Ru3(CO)12及十二羰基三锇Os3(CO)12。鐵的羰基配合物除了五羰基鐵外，還有十二羰基三铁Fe3(CO)12及九羰基二鐵Fe2(CO)9。
- 9族元素有9個價電子，理論上會形成M2(CO)8的二聚體羰基配合物，不過此形式的配合物中，只有八羰基二鈷Co2(CO)8穩定，不過其四聚體配合物較為人知，包括Co4(CO)12、十二羰基四铑Rh4(CO)12、及十二羰基四銥Ir4(CO)12，其價電子有9+3+3x2=18個，銠的配合物還有十六羰基六銠Rh6(CO)16。其中八羰基二鈷很容易和氧氣反應，和其他有18個價電子的配合物有不同的特性。
- 10族元素有10個價電子，羰基配合物有四羰基鎳Ni(CO)4，而Pd(CO)4及Pt(CO)4不穩定。

### 二元羰基陰離子
- 3族元素钪、钇和镧会形成负一价配合物例子 [M(CO)8]−（M = Sc, Y, La），有20个价电子。[7]
- 4族元素的負二價配合物離子，結構類似6族元素的羰基配合物，如[Ti(CO)6]2-[8]。
- 5族元素的負一價配合物離子，結構也類似6族元素的羰基配合物，如[V(CO)6]-。
- 7族元素的負一價配合物離子，結構類似8族元素的羰基配合物，如[M(CO)5]- (M=Mn, Tc, Re)。
- 8族元素的負二價配合物離子，結構類似10族元素的羰基配合物，如[M(CO)4]2- (M=Fe, Ru, Os)。有多个金属原子的羰基配合物阴离子也是已知的。
- 9族元素的負一價配合物離子，結構類似10族元素的羰基配合物，其中對於[Co(CO)4]-的研究最多。

### 二元羰基陽離子
- 7族元素的正一價配合物離子，結構類似6族元素的羰基配合物，如[M(CO)6]+ (M = Mn, Tc, Re)。
- 8族元素的正二價配合物離子，結構類似6族元素的羰基配合物，如[M(CO)6]2+ (M = Fe, Ru, Os)[9]。

### 金属羰基氢化物
| 金属羰基氢化物    | pKa     |
| ----------------- | ------- |
| HCo(CO)4          | 强酸    |
| HCo(CO)3(P(OPh)3) | 5.0     |
| HCo(CO)3(PPh3)    | 7.0     |
| HMn(CO)5          | 7.1     |
| H2Fe(CO)4         | 4.4, 14 |
| [HCo(dmgH)2PBu3   | 10.5    |

金属羰基配合物的特点之一就是形成负氧化态的金属配合物。其中一些例子在上表中。这些金属羰基氢化物可由质子化相应的阴离子获得。电中性的金属羰基氢化物通常具有挥发性和较强的酸性。

## 相關的化合物
許多類似羰基的配基也會形成均配物或是混合配體的配合物。

### 亞硝醯配合物
亞硝醯配合物是指有NO配體的配合物，亞硝醯配合物為數甚多，不過配基只含亞硝醯的二元配合物較少。和羰基相比，亞硝醯基接受電子的能力較強，而異腈基是較好的電子提供者。著名的亞硝醯配合物包括CoNO(CO)3和Fe(NO)2(CO)2。

### CS配體配合物
目前已確認有含有CS配體的配合物，但不常見。其原因有一部份是因為一硫化碳不穩定，容易分解。因此要合成一硫化碳配體的配合物需要透過一些巧妙的途徑，例如將四羰基鐵酸鈉和硫光气反應：
Na2Fe(CO)4  +  CSCl2  →  Fe(CO)4CS  +  2 NaCl
一硒化碳及一碲化碳的配合物非常少見，但已获得表征。

### PF3配合物
三氟化磷配體特性和羰基類似，會形成結構類似的配合物。而膦配體可以取代羰基配合物中的羰基，不過和羰基不同的是，很少形成膦配體的二元配合物。

### 異腈基配合物
異腈配體可形成許多配合物，其中有些也和羰基配合物有關。典型的異腈基包括甲基异腈MeNC及叔丁基异腈Me3CNC。其中一個特別的例子是CF3NC，本身是不穩定的化合物，但可以形成穩定的配合物，且性質和羰基配合物相近。

## 歷史
路德維希·蒙德在1880年代製備了四羰基鎳 Ni(CO)4，之後其他化學家也製備了結構類似的配合物，包括瓦爾特·希貝爾製備了第一個金屬氫化羰基物 H2Fe(CO)4 及第一個金屬鹵化羰基物 Fe(CO)4I2。華特也製備了金屬羰基簇合物 Fe3(CO)12。
金屬羰基簇合物可以在羰基化反應（如Reppe合成法、氫甲醯化反應等）中作為觸媒，效果相當好，因此也造成這個領域相關研究的成長。

## 外部連結
- Louisiana 州立大學有關金屬羰基配合物的介紹（英文）